# Cantonul Vouillé
Cantonul Vouillé este un canton din arondismentul Poitiers, departamentul Vienne, regiunea Poitou-Charentes, Franța.

## Comune
| Comune                | Populație (1999) | Cod poștal | Cod INSEE |
| --------------------- | ---------------- | ---------- | --------- |
| Ayron                 | 1 092            | 86190      | 86017     |
| Benassay              | 841              | 86470      | 86021     |
| Béruges               | 1 271            | 86190      | 86024     |
| Chalandray            | 731              | 86190      | 86050     |
| La Chapelle-Montreuil | 618              | 86470      | 86056     |
| Chiré-en-Montreuil    | 862              | 86190      | 86074     |
| Frozes                | 484              | 86190      | 86102     |
| Latillé               | 1 425            | 86190      | 86121     |
| Lavausseau            | 774              | 86470      | 86123     |
| Maillé                | 552              | 86190      | 86142     |
| Montreuil-Bonnin      | 648              | 86470      | 86166     |
| Quinçay               | 2 101            | 86190      | 86204     |
| Le Rochereau          | 680              | 86170      | 86208     |
| Vouillé               | 3 322            | 86190      | 86294     |